# تیم ملی فوتبال زنان اروگوئه
تیم ملی فوتبال زنان اروگوئه نماینده اروگوئه در مسابقات بین‌المللی فوتبال زنان است.
بخش فوتبال زنان اتحادیه فوتبال اروگوئه در سال ۱۹۹۶ آغاز شد و اولین رقابت رسمی تیم ملی در مسابقات قهرمانی فوتبال زنان آمریکای جنوبی ۱۹۹۸ برگزار شد. جدا از این، دست‌کم در اوایل سال ۱۹۶۲ یک تیم فوتبال زنان به نمایندگی از اروگوئه وجود داشت، زمانی که آنها یک بازی بین‌المللی در ورزشگاه بلودر مقابل آرژانتین انجام دادند. بهترین عملکرد این تیم تا به امروز، در مسابقات قهرمانی آمریکای جنوبی در سال ۲۰۰۶ بود که اروگوئه مقام سوم را کسب کرد.